# Yves Péron
Yves Péron (* 2. August 1914 in Plounérin; † 6. Juni 1977 in Bordeaux) war ein französischer Widerstandskämpfer und Politiker. Er war Mitglied der ersten und zweiten Nationalversammlung.

## Leben
Péron war Mitglied der kommunistischen Gewerkschaft CGT und der Kommunistischen Partei Frankreichs. Nach dem Deutsch-sowjetischen Pakt war er für diese im Untergrund tätig. 1940 wurde er durch ein Militärgericht zu fünf Jahren Haft verurteilt. 
Von 1946 bis 1951 sowie von 1956 bis 1958 war er für die Kommunistischen Partei Frankreichs Abgeordneter der Nationalversammlung. 1945 bis 1946 war er auch Vizepräsident des Haute cour de justice.
Bei den weiteren Wahlen bis 1974 kandidierte er jeweils für das Parlament, musste sich jedoch jedes Mal dem gaullistischen Kandidaten Yves Guéna geschlagen geben. Er verfolgte eine Karriere als Lokalpolitiker, der im Generalrat des Département Dordogne (1972–1977) und im Regionalrat von Aquitanien (1972–1977) unter dem Mandat von Jacques Chaban-Delmas saß.

## Auszeichnungen
- Croix de Guerre, der Médaille de la Résistance
- Offizier des Order of the British Empire
- Die Grundschule Ecole Yves Péron in Boulazac ist nach ihm benannt